# Antonio Daniel
Antonio Daniel (Dieppe, Normandía, Francia, 27 de mayo de 1601 - Pays d'en Haut, Canadá, Nueva Francia, 4 de julio de 1648) fue un santo y mártir jesuita.

## Biografía
Inició estudios de derecho, pero los dejó decidiendo entrar a la Compañía de Jesús en 1621. Estudia dos años en el Noviciado de Ruan, donde posteriormente fue profesor. Se le asignó la instrucción del muchacho hurón Amantacha, traído de Canadá, quien es bautizado como Luis de Santa Fe.
En 1627 estudia teología en el Colegio de Ruan. En 1631 se ordena de sacerdote. Posteriormente se dirigió al Colegio de Eu a trabajar como profesor, junto con San Juan de Brébeuf.
Viajó como misionero a Canadá, luego que en 1632 Inglaterra devolviera los territorios de Canadá a Francia. En 1633 vive en Quebec. En 1634 viajó a territorio hurón. Por su carácter suave, Juan de Brébeuf le asignó la catequesis de niños. En 1640 profesa el cuarto voto.
Estando en Ontario, es acribillado por flechas y arcabuzazos por los iroqueses, permitiendo que otros inocentes escapen.

## Compañeros mártires
Juan de Brébeuf
Isaac Jogues

Natalio Chabanel

Gabriel Lalemant

Renato Goupil

Carlos Garnier

Juan de Lalande